# Марк Стенлі
Марк Стенлі (англ. Mark Stanley; нар. 29 квітня 1988, Велика Британія) — англійський актор, найвідоміший своєю роллю Гренна у телесеріалі «Гра престолів».

## Біографія
Вперше почав грати в Граматичній школі принца Генрі. 2010 року закінчив Ґілдголську школу музики та театру. 
2011 року почав зніматись у телесеріалі «Гра престолів», де виконав роль Гренна. Також зіграв у фільмах «Каджакі», «Такий самий зрадник, як і ми» та телесеріалі «Епоха Діккенса».

## Фільмографія
| Рік       |   | Українська назва               | Оригінальна назва            | Роль                         |
| --------- | - | ------------------------------ | ---------------------------- | ---------------------------- |
| 2011—2014 | с | Гра престолів                  | Game of Thrones              | Ґренн (22 епізоди)           |
| 2013      | ф | Як я тепер кохаю               | How I Live Now               | наздоганаючий чоловік        |
| 2014      | ф | Містер Тернер                  | Mr. Turner                   | Кларксон Стенфілд            |
| 2014      | ф | Каджакі                        | Kajaki                       | Таг                          |
| 2015      | ф | Зоряні війни: Пробудження Сили | Star Wars: The Force Awakens | Лицар з Рену                 |
| 2015—2016 | с | Епоха Діккенса                 | Dickensian                   | Білл Сайкс (14 епізодів)     |
| 2016      | ф | Такий самий зрадник, як і ми   | Our Kind of Traitor          | Оллі                         |
| 2017      | ф | Ейфорія                        | Euphoria                     | Браян                        |
| 2017      | ф | Темна річка                    | Dark River                   | Джо Белл                     |
| 2019      | ф | Хеллбой                        | Hellboy                      | Король Артур                 |
| 2019      | с | Сандітон                       | Sanditon                     | лорд Бабінгтон (8 епізодів)  |
| 2019      | ф | Біг                            | Run                          | Фінні                        |
| 2020      | ф |                                | Sulphur and White            | Девід Тейт                   |
| 2022—2024 | с |                                | Trigger Point                | ДІ Том Янгблад (12 епізодів) |
| 2023      | ф |                                | Los colonos                  | Александр МакЛеннан          |
| 2023      | ф | Весілля моєї мами              | My Mother's Wedding          | Чарлі                        |
| 2025      | с | Юнацтво                        | Adolescence                  | Пол Барлоу (перший епізод)   |